# Wola Duchowna
Wola Duchowna [pronunciación en polaco: /ˈvɔla duˈxɔvna/] Es un pueblo en el distrito administrativo de Gmina Czermin, dentro del Distrito de Pleszew, Voivodato de Gran Polonia, en el oeste de Polonia central. Se encuentra aproximadamente a 3 kilómetros al este de Czermin, a 8 kilómetros al norte de Pleszew, y a 78 kilómetros al sureste de la capital regional Poznan.